# 髙島屋ファイナンシャル・パートナーズ
髙島屋ファイナンシャル・パートナーズ株式会社（たかしまやファイナンシャル・パートナーズ）は、日本の大手百貨店「髙島屋」のクレジットカードである「タカシマヤカード」の発行を主たる事業とするクレジットカード会社である。株式会社髙島屋の子会社であると共に、株式会社クレディセゾン（セゾンカード）の持分法適用会社となっている。

## 概要
髙島屋企業グループの業容拡大への貢献を目的に、クレジット業務を分業させる形で発足。当初は百貨店本体発行であったハウスカードの事務代行から始まり、既存クレジットカード会社（ジェーシービー及び住友クレジットサービス（現・三井住友カード））との提携カードを手掛ける。1990年代に入ってからは独立したカード会社として再スタートを切り、加盟店開放形式で国際ブランドを付帯した「タカシマヤカード」の自社発行を開始した。
2004年4月に髙島屋とクレディセゾン（以下、セゾン）間で戦略的提携が締結され、髙島屋クレジットにセゾンが資本参加する。また、同年の新規募集分より与信・請求・カード発行業務をセゾン（プロセシングはキュービタス）への業務委託に移行し、セゾンの国際ブランド発行権を使用した新「タカシマヤカード」（赤いバラ）の発行を開始した。また、髙島屋店内に設けられた営業窓口の「クレジットカウンター」をセゾン運営による「タカシマヤ セゾンカウンター」へ移行し、同時に年会費無料の《セゾン》提携カードとして「タカシマヤ《セゾン》カード」（白いバラ）の新規募集もクレディセゾンによって開始された。従来のタカシマヤカード既存会員は2007年春までに順次、セゾン仕様版へ更改となった。また同年には「タカシマヤカード《ゴールド》」の募集を開始した。
クレジットカード事業以外にも、タカシマヤカード会員や店舗顧客の資産形成を目的とした投資信託や保険商品の販売、信託業務などの金融商品仲介業にも乗り出しており、日本橋店・横浜店・大阪店などに対面相談窓口の「タカシマヤフィナンシャルカウンター」を設置している。投資信託の販売はネット証券大手のSBI証券と提携により、タカシマヤカードで投資信託の自動積立を行うことが可能となっている。

## 主な事業所
- 本店 - 東京都中央区日本橋二丁目4番1号
  - 髙島屋日本橋店（日本橋タカシマヤ）所在地
- 茅場町事業所 - 東京都中央区日本橋茅場町二丁目12番7号 高栄茅場町ビル
  - 事実上の本社として機能する。
- 大阪事業所
  - 大阪府大阪市浪速区日本橋三丁目5番25号 髙島屋東別館
- 債権管理センター
  - 新潟県新潟市中央区古町通七番町998番地1

## 沿革
- 1986年 - 髙島屋企業グループの業容拡大への貢献を目的にクレジット会社を設立。事業開始当初は髙島屋のクレジット業務を事務代行。
- 1987年 - ジェーシービーとの提携による、タカシマヤJCBカード（一般・ゴールド）を発行。
- 1988年 - 目的ローン、キャッシング事業を開始。
- 1989年 - 業界初の年金受給者向けタカシマヤクォーターカードを発行。住友クレジットサービスとの提携による、タカシマヤVISAカード（一般・ゴールド）を発行。郵政省との提携による、タカシマヤ郵便貯金カードも発行。
- 1990年 - 髙島屋の事務代行から独立したクレジット会社として新たなスタート。
- 1991年 - カード会員数が200万会員を突破。
- 1992年 - 髙島屋5店舗（大阪・東京・京都・横浜・玉川）にクレジットカウンターを設置。情報冊子Takashimaya Informationを発行。
- 1994年 - ミュージカル・歌舞伎・演劇などのチケット販売を開始。
- 1996年 - 損害保険の代理店登録により三井海上火災保険（株）、住友海上火災保険（株）と提携、総合保険の取扱を開始。従来の優待割引制度からポイント制へとサービス内容を変更。同時に従来の提携カードを廃止し、加盟店開放型の国際ブランド付き新カード[4]を導入、会員数・取扱高とも大幅な増加をみる。銀行や業界他社のATMによるキャッシング取扱開始。
- 1997年 - 業容拡大と業務内容の変質をうけ、組織を東西別の独立採算型から、機能別に一元管理する本部制に改正。
- 1998年 - カード会員数約300万会員、取扱高4,000億円へ。業界15位に。
- 1999年 - 髙島屋友の会よりがん保険等の生命保険代理店業務を受け入れ、生命保険・損害保険両方の販売体制を確立。（株）ジェイアール東海髙島屋と提携、初の外部企業の代行カードを発行。
- 2000年 - 季刊誌「Takashimaya Card Communications」の発刊。キャッシングの利用場所拡大。
- 2001年 - 取扱高5,300億円を超える。カードローンのウィッシュを販売開始。
- 2002年 - ICカード導入。
- 2003年 - タカシマヤカード年会費制の導入。ANAマイル交換サービス、海外・国内旅行傷害保険などカード付帯サービスを拡充。利便性強化として、タカシマヤETCカード、JTB宿泊予約サービスデスクを導入。カード入会申込時のショッピング利用に対応する臨時カードを発行。
- 2004年 - クレディセゾンとクレジットカード事業の戦略的提携（先述）。カードサービスとして健康診断サービスの導入。個人情報保護推進室を設置し安全管理強化に取り組む。
- 2006年 - クレディセゾンとクレジットカード事業の提携強化。出資率を10%より33%へ。
- 2007年 - 「タカシマヤカード《ゴールド》」発行。タカシマヤカードのバックオフィス業務・プロセシング業務をクレディセゾン関連会社のキュービタスへ完全移行。
- 2020年 - 髙島屋保険株式会社と合併し、社名を髙島屋ファイナンシャル・パートナーズ株式会社に変更。

## クレジットカード
当初のハウスカードに始まり、数度の変遷を経て2004年のセゾン提携以降は全てその発行権を使用した国際ブランド付きカードとなる。VISA、MasterCard、JCB、AMERICAN EXPRESS（以下、AMEX）の各ブランドから選択可能。本記事においては、髙島屋クレジットとは別にクレディセゾンが発行する「タカシマヤ《セゾン》カード」についても触れる。
なお、いよてつ髙島屋の「いよてつローズカード」及び、玉川髙島屋S・Cの「S・Cカードインターナショナル」については各々の当該記事を参照。

### カードの種類

#### タカシマヤカード
髙島屋クレジットが発行する、髙島屋におけるスタンダードなカード。国際ブランドの他、セゾンのブランドロゴも付加されており一部の優待サービスが受けられる。
タカシマヤカード（VISA/MasterCard/JCB/AMEX）
通称「赤いバラ」カード。年会費2100円（全ブランド共通。初年度無料）。髙島屋での前年購入額に応じて最大8%のポイント付与が得られる。
タカシマヤカード《ゴールド》
「百貨店カードのファーストクラス」がキャッチフレーズ。髙島屋各店のゴールド会員専用のメンバーズサロン（基本的に外商サロンとは別途設置されている）を利用することができる。また、最高1億円の海外旅行保険補償や、ANAでの優待サービスが付帯されている。
- 他、提携先（発行店舗）がジェイアール名古屋タカシマヤとなる「ジェイアール東海タカシマヤカード」及び「ジェイアール東海タカシマヤカード《ゴールド》」が存在する。各々のカード機能は基本的に上記と同等であるが、DM送付などの登録店が同店のみに固定される。なお、同店の親会社である東海旅客鉄道（JR東海）はJR東海エクスプレス・カードによって本業関連のサービスを提供しているため、会員特典が相互に利用出来るなどの接点は無い。

#### タカシマヤセゾンカード
クレディセゾンが発行する、もう一つのタカシマヤカード。髙島屋クレジット発行版とはサービスが異なる。髙島屋店舗及びセゾンカード公式サイト上で並行して募集されている。
タカシマヤセゾンカード (VISA/MasterCard/JCB/AMEX)
券面デザインは「白いバラ」。セゾン提携カードの位置付けであり、セゾンカードとしてのサービスが適用される。年会費は無料であるが、髙島屋店舗での購入時のポイント付与率が2%からと抑えられており、タカシマヤカードのライト版という位置づけである。また、クレジットカードのポイントは通常の「永久不滅ポイント」ではなく、髙島屋商品券と交換できる独自のポイント制度となる。
- この他、提携先がジェイアール東海髙島屋となる「ジェイアール東海タカシマヤセゾンカード」が存在する。カード機能は基本的に上記と同等。

## 電子マネー対応状況
- ポストペイ型サービスはQUICPayの利用可能[7]。
- プリペイド型サービスは、全カード共通で楽天Edy及びnanacoの利用可能[8]。
- ICカード乗車券兼用型としては、全カード共通でモバイルSuica・SMART ICOCA・SAPICAの利用可能[9]。